# Osku
Osku (perski: اسكو) – miasto w Iranie, w ostanie Azerbejdżan Wschodni. W 2006 roku miasto liczyło 16 140 mieszkańców.